# Страйки і спейри
«Страйки і спейри» (англ. Strikes and Spares) — американський короткометражний спортивний фільм режисера Фелікса Е. Фейста 1934 року, знятий кінокомпанією Metro-Goldwyn-Mayer. В 1935 році фільм був номінований на премію «Оскар» за найкращий ігровий короткометражний фільм.

## Сюжет
Короткометражка, в якій спершу демонструється змагання з боулінгу між чоловіком і жінкою — дилетантами, а потім викладається урок від майстра цього спорту Енді Варіпапи.

## У ролях
- Піт Сміт — оповідач
- Енді Варіпапа — камео (професійний гравець в боулінг)
- Бастер Броуді— маленький лисий чоловік
- Рей Тернер — пінбой